# Доржієва Цирен-Дулма Лубцанівна
Цирен-Дулма Лубцанівна Доржіева (рос. Цырен-Дулма Лубцановна Доржиева; 1924 - 16 березня 1945) - учасниця Другої світової війни, снайпер 714-го стрілецького полку 395-ї стрілецької Червонопрапорної ордена Суворова Таманської дивізії.

## Біографія
Цирен-Дулма Доржіева народилася в 1924 році в місцевості Зун-Тамчі Тамчінської сільради Бурят-Монгольської АРСР (нині село Ехе-Цаган Селенгинського району Бурятії).
28 березня 1944 року добровольцем пішла на фронт. Була направлена на навчання в Центральну жіночу школу снайперської підготовки (ЦЖШСП) в місті Подільську. Навчання в цій школі тривала 8 місяців. Випускні іспити Цирен-Дулма здала на «відмінно» і їй було присвоєно військове звання «молодшого сержанта».
Після снайперської школи Доржіева була відправлена на 1-й Український фронт. Там її визначили в 714-го стрілецького полку 395-ї стрілецької Червонопрапорної ордена Суворова Таманської дивізії.
Загинула в бою 26 березня 1945 року в Верхній Сілезії, Польща. У нагородному листі написано, що 26 березня «товариш Доржіева влучним снайперським вогнем знищила 5 німецьких солдатів, продовжуючи виконувати свою бойове завдання, була убита кулею фашистського снайпера».

## Нагороди
Командир 714-го стрілецького полку Тихомиров 29 березня 1945 представив молодшого сержанта Цирен-Дулму Доржіеву «за мужність і бойові подвиги» до нагородження посмертно орденом Вітчизняної війни I ступеня. Однак пізніше командир 395-ї стрілецької дивізії, гвардії полковник Федір Афанасьєв і командир 24-го стрілецького корпусу, генерал-майор Дмитро Онупрієнко прийняли рішення нагородити її орденом Вітчизняної війни II ступеня. Наказ датовано 15 квітня 1945 року.
Понад 70 років рідні та близькі Цирен-Дулми не знали, що вона за свій подвиг була нагороджена орденом. У 2016 році журналіст газети «Буряад Унен» Баясхалан Дабаін виявив в архіві Міністерства оборони РФ нагородний лист Цирен-Дулми Доржієвої.
10 квітня 2018 року Голова Народного Хурала Бурятії Цирен-Даші Доржієв зустрівся з рідними Цирен-Дулми Доржієвої і вручив їм копію нагородного листа.